# BRUA-Pipeline
Die BRUA-Pipeline verbindet Bulgarien, Rumänien, Ungarn und Österreich und hat eine Verbindung zum griechisch-bulgarischen Interkonnektor (IGB).  Sie befindet sich seit 2017 im Bau. Die Kapazität der Hauptachse soll 4,5 Mrd. Kubikmeter Erdgas pro Jahr betragen. Die BRUA soll das im Schwarzen Meer gewonnene Erdgas nach Westeuropa befördern. Die Kosten des Baus der Pipeline belaufen sich auf voraussichtlich 500 Mio. Euro. Mit der Fertigstellung der Hauptachse wird im Jahr 2022 gerechnet.[veraltet]